# Meggy Rustamova
Meggy Rustamova (Tbilisi, 1985) is een Georgische filmmaakster die in België woont en werkt. Ze gebruikt ook fotografie, installaties en performance in haar werk en onderzoekt "de relaties tussen het individuele en het collectieve geheugen, tussen taal en menselijk gedrag en zoekt naar manieren om hedendaagse sociale kwesties te vertalen."

## Biografie
Meggy Rustamova's Georgische vader sterft als ze twee jaar oud is. Haar moeder heeft Assyrische roots en na het uiteenvallen van de Sovjet-Unie neemt de intolerantie en agressie naar minderheden toe in Georgië. Als ze acht jaar oud is, vlucht Meggy in 1994 met haar moeder - "met één halfgevulde koffer" - naar Nederland. Daar krijgen ze geen verblijfsvergunning, dus trekken ze in 1996 naar België. Aanvankelijk volgt ze de richting Moderne Talen-Wetenschappen aan het Atheneum van Etterbeek, maar als veertienjarige ontdekt ze haar passie voor het artistieke en gaat ze naar de Kunsthumaniora in Brussel om de richting Woordkunst-Drama te volgen. Ze studeert van 2006 tot 2011 aan het KASK in Gent, waar ze een master in de Beeldende Kunsten behaalt. In 2010 studeert ze daarnaast aan de Universität der Künste in Berlijn. Tijdens het academiejaar 2012-2013 voltooit ze een postgraduaat aan het HISK te Gent.
In Brussel richt ze in 2015 samen met Sirah Foighel Brutmann, Pieter Geenen en Eitan Efrat het kunstenaarscollectief Messidor op. Deze kleinschalige, niet-commerciële organisatie wordt door de kunstenaars gerund, met als doel "zich te kunnen aanpassen aan de veranderende behoeften van de kunstenaars bij het produceren en de presentatie van kunstwerken en het bevorderen van een dialoog." Hiertoe inviteren ze ook andere kunstenaars uit verschillende disciplines.
In 2018 is ze artist in residence bij Residency Unlimited in New York. Op hun website staat: "Rustamova begint vaak vanuit een verzameling foto's die ze op film zet, waar ze vervolgens een verhaal mee bouwt. Haar video's spelen zich af in de schemerzone tussen fictie en realiteit en tussen het persoonlijk en collectief geheugen." Tijdens deze residentie creëert ze het werkstuk WORK hard and Be NICE, "een scherp commentaar over ontheemding, locatie en afkomst. Rustamova gebruikt de beeldtaal van een gewone toeristenfoto en legt een schat aan sociaal-politieke inhoud vast in een (schijnbaar) banale caféscène."
In 2023 maakt ze op uitnodiging van het FOMU te Antwerpen het videoproject Bang [Ding Dong], waarvoor ze vertrekt vanuit haar persoonlijke herinneringen als achtjarige vluchteling in Europa. Bij het aanleren van het Nederlands struikelde ze over het woordje "bang". Ze oefende haar uitspraak met vergelijkbare klanken als ding en dong: "Woorden als uit een tekenfilm." Ze gebruikt voor deze creatie haar eigen klasfoto's uit de vroege jaren '90 en werkt samen met jonge vluchtelingen, oa. rond de vraag wat het woord "bang" voor hen betekent.
Van 5 oktober 2023 tot 14 januari 2024 vertoont BOZAR in Brussel haar filminstallatie Deda Ena. Die titel betekent "moedertaal" en het werk is "een meerstemmig verhaal dat nagaat hoe persoonlijke en gedeelde trauma's worden doorgegeven en hun sporen achterlaten over generaties heen."
Op 9, 10 en 11 november 2023 werden haar films M.A.M. (My Assyrian Mother), Babel en (dis)Location vertoond tijdens het Spotlight on Georgia festival in De Singel in Antwerpen. Doorgaans gebruikt ze Meggy Rustamova als artiestennaam, maar ter gelegenheid van Europalia Georgië gebruikt ze haar Georgische achternaam Adeisjvili.

## Tentoonstellingen
- FOMU, Antwerpen (2023)[7]
- M, Leuven (2021)[15][16][17]
- Beursschouwburg, Brussel (2021)[18]
- S.M.A.K., Gent (2019-2020)[19]
- Le Musée de la Photographie, Charleroi (2019)
- Argos, Brussel (2019)[20]
- KANAL-Centre Pompidou, Brussel (2018)[21]
- Akademie der Künste der Welt, Keulen (2018)[22]
- de Brakke Grond, Amsterdam (2017)[23]
- International Film Festival Rotterdam (2016, 2017)[24][25]
- Photography Biennial, Riga (2016)[26]
- Kunsthalle, Wenen (2015)[27]
- S.M.A.K., Gent (2014)[28]
- Wiels, Brussel (2013)[29]
- Kaaitheater, Brussel (2013)[30]